# Marcelo Cabrera
Hugo Marcelo Cabrera Palacios (Cuenca, 20 de enero de 1951) es un ingeniero y político ecuatoriano. Entre los cargos públicos que ha ejercido destacan el de Ministro de Transporte y Obras Públicas del Ecuador, el de alcalde de la ciudad de Cuenca y el de prefecto provincial de Azuay, cargos que ostentó durante dos periodos cada uno.

## Biografía
Nació el 20 de enero de 1951 en Cuenca, provincia de Azuay. Realizó sus estudios secundarios en el colegio Hermano Miguel La Salle y los superiores en la Universidad de Cuenca, donde obtuvo el título de ingeniero civil. En años posteriores se desempeñó como docente de la misma universidad.
Se inició en la política como prefecto de Azuay, siendo elegido al cargo en dos ocasiones consecutivas (en 1996 y en 2000), por el partido Democracia Popular. Uno de los logros de su administración fue haber aumentado su presupuesto, aunque también recibió críticas por parte de organizaciones que consideraron que no hizo suficientes obras. Cabrera renunció formalmente a la prefectura el 16 de agosto de 2004, meses antes de completar su periodo, para presentarse como candidato a la Alcaldía de Cuenca.

### Alcalde de Cuenca
En las elecciones de 2004 fue elegido alcalde de Cuenca para el periodo 2005-2009 por la Izquierda Democrática, partido al que se había afiliado meses antes de renunciar a la prefectura. Durante su tiempo en la alcaldía fue nombrado presidente del Consejo Administrativo de la Organización de Ciudades Patrimonio Mundial.
Entre las obras más notorias de su primera administración se cuenta la recuperación de más de 100 kilómetros de calles, parques y veredas, con una inversión de 60 millones de dólares. También destaca la remodelación integral del mercado Nueve de Octubre, entregada a principios de 2009 y que se convirtió en la estructura de su tipo más moderna de la provincia.
En las elecciones seccionales de 2009 intentó conservar la alcaldía, pero fue derrotado por Paúl Granda, candidato del movimiento oficialista Alianza PAIS. Una vez que Granda fue posesionado en el cargo, realizó varias denuncias por supuestos malos manejos de empresas públicas durante la administración de Cabrera, que el exalcalde rechazó.
Para las elecciones seccionales de 2014, participó como candidato a la Alcaldía de Cuenca por la alianza entre los movimientos Igualdad-Participa y venció con el 44 % de los votos totales al alcalde Granda, que buscaba la reelección y obtuvo el 36 % de la votación. Entre sus ofertas se encontraban construir la nueva avenida circunvalación, cuatro megaparques, 5.000 viviendas y un mercado mayorista.
Durante su segundo periodo retomó el plan de recuperación vial, apuntando a la intervención y mejoramiento de más de 150 kilómetros de calles a lo largo de la ciudad. También puso en marcha la restauración integral del mercado 12 de abril y continuó algunas obras iniciadas por la anterior administración municipal, como la construcción del Tranvía de Cuenca, la remodelación de la plaza San Francisco, la construcción del ecoparque industrial de Chaullayacu, del Portal Regional de Artesanías, la restauración del museo Remigio Crespo Toral, entre otras. En 2019 intentó ser reelegido como alcalde, pero fue derrotado por Pedro Palacios.

### Vida política posterior
Para las elecciones legislativas de 2021 fue elegido asambleísta nacional en representación de la provincia de Azuay por la alianza entre los movimientos Participa e Igualdad. Sin embargo, renunció a su curul 10 días después de haber sido posesionado tras ser designado por el presidente Guillermo Lasso como ministro de Transporte y Obras Públicas a partir del 24 de mayo de 2021.
Durante sus primeros meses en el cargo tuvo que afrontar protestas a nivel nacional de sectores transportistas en contra de las políticas económicas del presidente Lasso. A finales de septiembre de 2021, fue además convocado a la Asamblea Nacional luego de sugerir en una entrevista que la entonces vicepresidenta del legislativo, Bella Jiménez, habría ido a su despacho para intentar gestionar cargos públicos. Sin embargo, Cabrera se negó a ratificar sus declaraciones en la Asamblea y declaró que lo único que afirmaba es que Jiménez estuvo en su despacho.
El 5 de julio del 2022 renunció a su cargo, días después del final del Paro Nacional de Ecuador.